# Johann Andreas Herbst
Johann Andreas Herbst (getauft am 9. Juni 1588 in Nürnberg; † 24. Januar 1666 in Frankfurt am Main) war ein deutscher Komponist des Frühbarock.

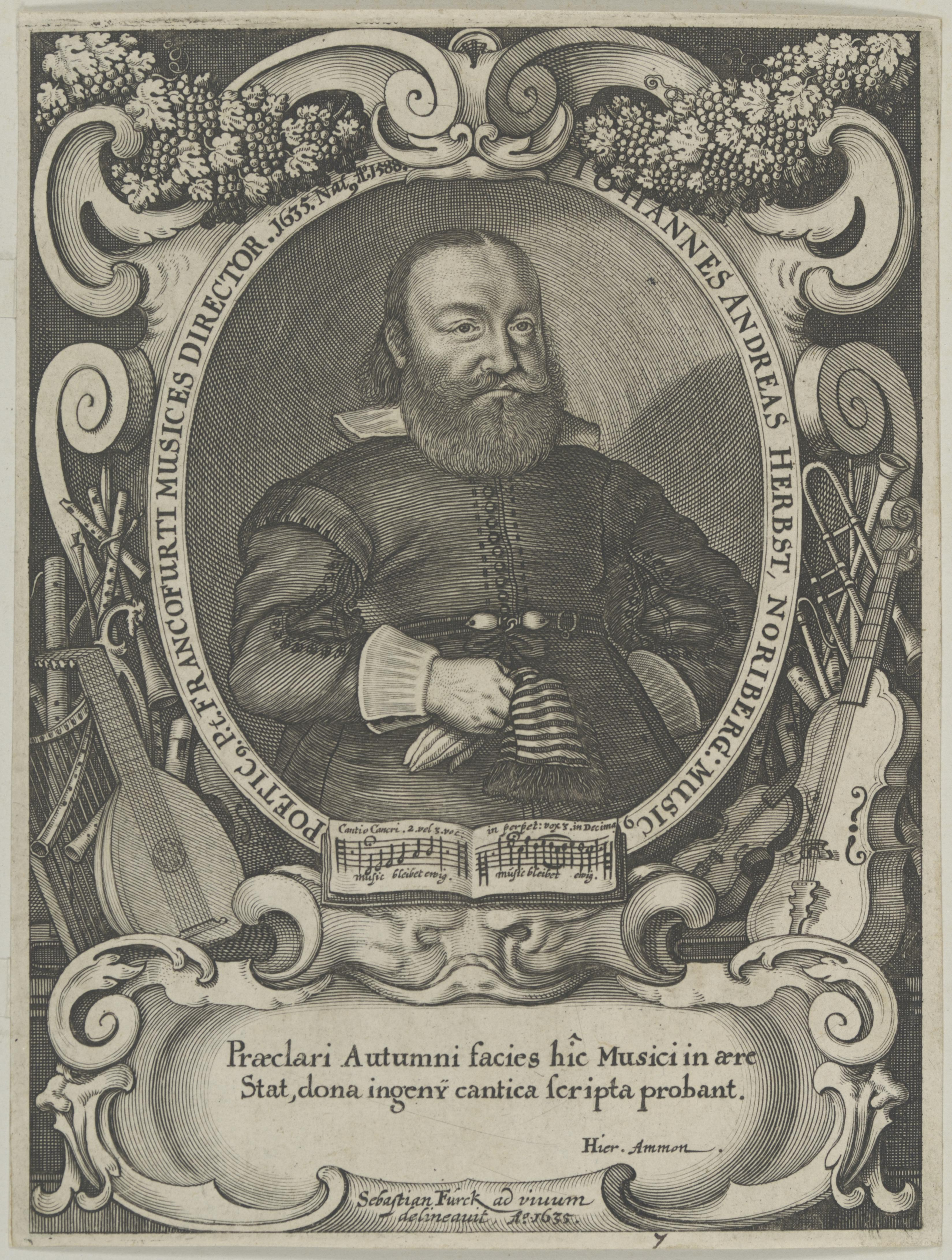
Johann Andreas Herbst.
Porträt von Sebastian Furck (1635).

## Leben
Herbst war ein Zeitgenosse von Michael Praetorius und Heinrich Schütz. Möglicherweise erhielt er seine Ausbildung durch Hans Leo Hassler, da dieser zu Herbsts Jugendzeit in Nürnberg wirkte und auch eine Ähnlichkeit der Stile vorhanden ist. Herbst hatte Kapellmeisterposten beim Landgrafen von Hessen in Butzbach 1614 und am Hof von Darmstadt 1618 inne, und ab 1623 war er städtischer Musikdirektor in Frankfurt am Main. Zurück in seiner Vaterstadt Nürnberg bekleidete er von 1636 und 1644 das Amt des Kapellmeisters an der Frauenkirche, kehrte danach jedoch wieder nach Frankfurt am Main zurück.
Er führte die venezianische Mehrchörigkeit in den protestantischen Teil Deutschlands ein. Zu seinen Schülern gehörte Philipp Friedrich Buchner.
Neben den zahlreichen, großenteils ungedruckten Kompositionen hinterließ er zwei Musiktraktate, Musica Practica und Musica Poetica, deren historischer Wert lange verkannt war.

## Ausgabe
- Florian Grampp: Deutsche Gesangstraktate des 17. Jahrhunderts, enthalten Traktate von Herbst, Daniel Friderici und Johann Crüger. Bärenreiter, Kassel 2006, ISBN 3-7618-1754-1.